# Miejska Dżungla
Miejska Dżungla - cykl reportaży emitowany na antenie TVN w weekendowym wydaniu programu Dzień Dobry TVN w sezonie 2006/2007. Celem krótkich filmików realizowanych przy pomocy ukrytych kamer było podpatrywanie Polaków w codziennych i niecodziennych sytuacjach życia społecznego. Realizatorką cyklu była dziennikarka TVN Anna Klimczewska-Chołaścińska. Stałym ekspertem cyklu był socjolog Tomasz Sobierajski.